# Уряд Естонії
Уряд Естонії (ест. Vabariigi Valitsus) — колегіальний вищий орган виконавчої влади Естонії. Відповідно до Закону про Уряд Республіки уряд діє на основі Конституції й законів Естонської Республіки та призначається парламентом Рійгікогу. Уряд здійснює виконавчу владу безпосередньо або через державні органи.

## Діяльність
Уряд Республіки призначає Президент Естонії протягом 3 днів після того, як кандидат у прем'єр-міністри, який був уповноважений парламентом Рійгікогу сформувати уряд.[джерело?] Уряд республіки завжди налічує не більше 15 членів.
Коли уряд вступає на посаду, прем'єр-міністр приймає усну присягу. Її текст потім підписують всі члени нового уряду. Міністр, який вступає на посаду дає усну присягу й підписує письмові свідчення в присутності прем'єр-міністра.
Уряд розв'язує питання, пов'язані з його компетенції, на засіданні. Засідання проходить під головуванням прем'єр-міністра. Сесії в більшості випадків відбуваються в закритому режимі. Уряд забезпечує верховенства права і законності в Естонії та контролює дотримання постанов і розпоряджень уряду республіки.
Уряд може своїм розпорядженням сформувати урядову комісію, призначаючи функції урядової комісії, її членів та державного органу, який обслуговує комісію.

### Повноваження
Відповідно до конституції та законодавства Естонії, уряд має такі функції:
- формує та реалізовує внутрішню та зовнішню політику держави;
- спрямовує та координує діяльність урядових установ;
- організовує виконання законів, постанов Рійгікогу, рішень і наказів Президента Республіки;
- подає до Рійгікогу законопроєкти, а також договори з іноземними державами для їх ратифікації й денонсації;
- розробляє проєкт державного бюджету й подає його Рійгікогу, організує виконання державного бюджету та подає до Рійгікогу звіт про його виконання;
- на підставі і для виконання законів видає постанови та розпорядження;
- організовує відносини з іншими державами;
- вводить у разі стихійного лиха, катастрофи чи з метою попередження поширення інфекційної хвороби надзвичайний стан у всій країні або в її окремій частині.

### Формування (розформування) уряду
Естонія є парламентською республікою, тому вирішальне слово у призначенні прем'єр-міністра належить парламенту країни — Рійгікогу. Офіційно кандидата на посаду глави уряду призначає президент Республіки впродовж 14 днів з моменту відставки попереднього складу уряду. Відповідне рішення, як правило, глава держави приймає після консультацій з лідерами політичних сил, що мають представництво у Рійгікогу. Для реального формування нового складу кабінету призначений президентом кандидат має отримати відповідні повноваження від парламенту — Рійгікогу. Законодавчий орган приймає рішення за кандидатурою прем'єр-міністра шляхом відкритого голосування після заслуховування його доповіді про засади формування майбутнього уряду.
У разі ухвалення парламентом поданої кандидатури прем'єр-міністр упродовж наступних 7 днів представляє склад уряду главі держави, який своїм рішенням офіційно призначає членів уряду на посади. Останній етап є суто формальним, оскільки президент не має конституційного права відмовитись від призначення уряду (за винятком украй малоймовірних на практиці випадків явної невідповідності поданих кандидатур вимогам законодавства — наприклад, внаслідок відсутності естонського громадянства, недієздатності тощо). Офіційний вступ членів уряду на посади відбувається шляхом складання присяги перед Рійгікогу.

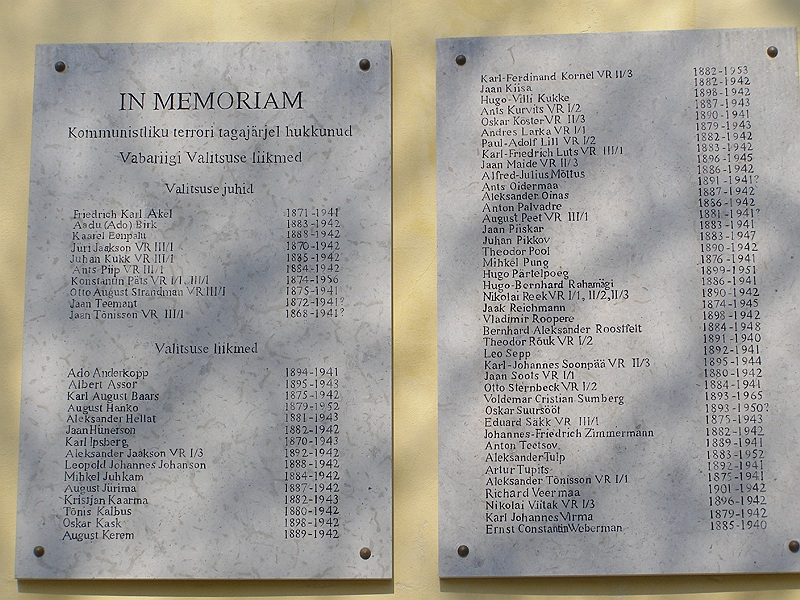
Меморіальна дошка в пам'ять про членів уряду, які загинули в ході комуністичного терору

У разі відхилення парламентом кандидатури, первинно поданої президентом, той має право висунути нову кандидатуру. У разі повторного відхилення поданої президентом кандидатури чи відмови глави держави від повторного внесення кандидатури право висування кандидата на пост прем'єр-міністра переходить до Рійгікогу. У разі, якщо після завершення 14-денного терміну з моменту переходу права висування кандидата у прем'єр-міністри до парламенту склад уряду все ще не буде поданий президенту, то він своїм рішенням оголошує позачергові вибори до парламенту.
Зміни до складу чинного уряду (звільнення та призначення окремих міністрів) оформлюються рішеннями президента за поданням прем'єр-міністра. Відповідно до чинного законодавства президент має три дні на затвердження подання прем'єр-міністра за відсутності формального права на відмову.
Рійгікогу може висловити вотум недовіри як уряду в цілому, так і конкретним міністрам окремо, що тягне за собою їхню негайну відставку. У разі висловлення недовіри уряду в цілому той може клопотати перед президентом про оголошення дострокових виборів до парламенту. Уряд, який пішов (відправили) у відставку, продовжує виконувати поточні обов'язки до моменту вступу на посаду нового уряду. Задля уникнення вакууму влади, старий уряд офіційно усувається від посади рішенням Президента Республіки тільки під час вступу на посаду новосформованого складу кабінету.
Уряд Естонії також подає у відставку після скликання нового складу Рійгікогу.

## Голова уряду
Прем'єр-міністр Естонії очолює уряд республіки, керує його діяльністю та представляє його як всередині країни, так і на міжнародній арені. Прем'єр-міністр не має права одночасно обіймати посаду будь-якого міністра, а також будь-яку іншу державну чи муніципальну посаду, входить до ради чи правління комерційного підприємства, займатись підприємницькою чи іншою оплачуваною діяльністю, за винятком наукової та викладацької роботи.
Відповідно до закону «Про Уряд Республіки», прем'єр-міністр:
- веде засідання уряду;
- підписує нормативні акти уряду (постанови та розпорядження);
- має право вимагати у будь-якого міністра роз'яснень з питань його діяльності;
- видає розпорядження у випадках, визначених законом;
- робить Президенту Республіки подання про зміни складу уряду;
- представляє Уряд Республіки в суді або делегує повноваження за судовим поданням іншим особам;
- представляє Естонію в вищій раді Європейського Союзу та на зустрічах глав держав і урядів країн-членів Союзу, а також керує формуванням офіційної позиції Республіки для таких зустрічей;
- виконує інші завдання, покладені на нього Конституцією чи законом.

За відсутності глави уряду виконувати його обов'язки мають право тільки два міністри, призначені для цього самим прем'єр-міністром й у встановленому ним же порядку. Якщо обидва призначених для тих цілей міністри недоступні чи нездатні виконувати обов'язки прем'єр-міністра, то такий обов'язок переходить до найстаршого за віком члена уряду. Міністр, який заміщує прем'єр-міністра, не має права робити заяву про відставку уряду (за винятком смерті прем'єр-міністра) а також робити президенту подання на призначення чи звільнення міністрів.

## Поточний кабінет міністрів
|  | Посада                                                          | Фото | Очільник                                             | Квота                      | Примітка |
|  | --------------------------------------------------------------- | ---- | ---------------------------------------------------- | -------------------------- | -------- |
|  | Прем'єр-міністр Естонії                                         |      | Кая Каллас (ест. Kaja Kallas)                        | Партія реформ              |          |
|  | Міністр оборони Естонії                                         |      | Ханно Певкур (ест. Hanno Pevkur)                     | Партія реформ              |          |
|  | Міністр культури Естонії                                        |      | Пірет Хартман (ест. Piret Hartman)                   | Соціал-демократична партія |          |
|  | Міністр економіки і інфраструктури Естонії                      |      | Рійна Сіккут (ест. Riina Sikkut)                     | Соціал-демократична партія |          |
|  | Міністр зовнішньої торгівлі та інформаційних технологій Естонії |      | Крістіан Ярван (ест. Kristjan Järvan)                | Партія Вітчизна            |          |
|  | Міністр юстиції Естонії                                         |      | Леа Денілсон-Янґ (ест. Lea Danilson-Järg)            | Партія реформ              |          |
|  | Міністр закордонних справ Естонії                               |      | Маргус Тсахкна (ест. Urmas Reinsalu)                 | Естонія 200                |          |
|  | Міністр з питань соціального захисту                            |      | Сіґне Рійсало (ест. Signe Riisalo)                   | Партія реформ              |          |
|  | Міністр освіти і науки Естонії                                  |      | Тиніс Лукас (ест. Tõnis Lukas)                       | Партія Вітчизна            |          |
|  | Міністр з питань здоров'я та праці                              |      | Піп Петерсон (ест. Peep Peterson)                    | Соціал-демократична партія |          |
|  | Міністр внутрішніх справ Естонії                                |      | Лаурі Лаанемец (ест. Lauri Läänemets)                | Соціал-демократична партія |          |
|  | Міністр з питань сільського господарства Естонії                |      | Урмас Круузе (ест. Urmas Kruuse)                     | Партія реформ              |          |
|  | Міністр фінансів Естонії                                        |      | Кейт Пентус-Розіманнус (ест. Keit Pentus-Rosimannus) | Партія реформ              |          |
|  | Міністр публічних адміністрацій Естонії                         |      | Рійна Солман (ест. Riina Solman)                     | Партія Вітчизна            |          |
|  | Міністр довкілля Естонії                                        |      | Крістен Міхал (ест. Kristen Michal)                  | Партія реформ              |          |